# Cupido japonica
Cupido japonica är en fjärilsart som beskrevs av Murray 1874. Cupido japonica ingår i släktet Cupido och familjen juvelvingar. Inga underarter finns listade i Catalogue of Life.